# Zagadnienie transportowe
Zagadnienie transportowe (zadanie transportowe, problem transportowy, ang. transportation problem) – służy do obliczania najkorzystniejszego rozplanowania wielkości dostaw homogenicznego towaru pomiędzy {\displaystyle m} dostawcami a {\displaystyle n} odbiorcami. W klasycznym ujęciu problem decyzyjny sformułowany jest jako zadanie programowania całkowitoliczbowego.
W wariantach jednokryterialnych celem zazwyczaj oblicza się minimalny całkowity koszt transportu. Całkowity koszt transportu oblicza się jako sumę iloczynów jednostkowych kosztów transportu i wielkości transportowanej od poszczególnych punktów nadania do poszczególnych punktów odbioru. Zatem minimalny koszt wyraża wzór:
{\displaystyle K=min\sum _{i=1}^{m}\sum _{j=1}^{n}k_{ij}x_{ij}}
gdzie:
{\displaystyle k_{ij}} – jednostkowy koszt przewozu na trasie od {\displaystyle i}-tego dostawcy do {\displaystyle j}-tego odbiorcy,
{\displaystyle x_{ij}} – wielkość przewozu pomiędzy tymi punktami.
W klasycznym ujęciu problemu warunkami ograniczającymi są:
- nieujemność przewozów (brak możliwości przewożenia towaru od odbiorcy do dostawcy oraz pomiędzy poszczególnymi odbiorcami/dostawcami) – {\displaystyle x_{ij}\geqslant 0,}
- odbiorcy nie przyjmą więcej towaru niż potrzebują (niż wynosi ich zapotrzebowanie {\displaystyle D_{j}}) – {\displaystyle \sum _{i=1}^{m}x_{ij}\leqslant D_{j},} dla {\displaystyle j=1,2,\dots ,n,}
- dostawcy nie dostarczą więcej towaru, niż wynoszą ich zdolności podażowe {\displaystyle (C_{i}).} – {\displaystyle \sum _{j=1}^{n}x_{ij}\leqslant C_{i},} dla {\displaystyle i=1,2,\dots ,m.}

Zadanie nazywane jest zbilansowanym jeżeli całkowite możliwości dostawcze równe są całkowitemu popytowi. W przeciwnym razie zadanie jest niezbilansowane. Metodyka rozwiązywania zadań niezbilansowanych polega najczęściej na ich sprowadzeniu do zadania zbilansowanego.

## Warianty i modyfikacje zagadnienia
Występują również modyfikacje problemu polegające na:
- wprowadzeniu miejsc przeładunkowych (punktów pośrednich),
- wprowadzeniu ograniczeń dotyczących możliwych tras przewozowych,
- wprowadzeniu kosztów produkcji lub magazynowania,
- przyjęcia większej ilości kryteriów decyzyjnych.

Zagadnienie ma zastosowanie przy projektowaniu/optymalizacji sieci dystrybucji w przedsiębiorstwie.